# Ієронім Празький
Ієронім Празький (чеськ. Jeronym Pražský; близько 1380, Прага — 30 травня 1416, Констанц) — чеський реформатор, учений, оратор, друг і сподвижник Яна Гуса.

## Антикатолицька діяльність

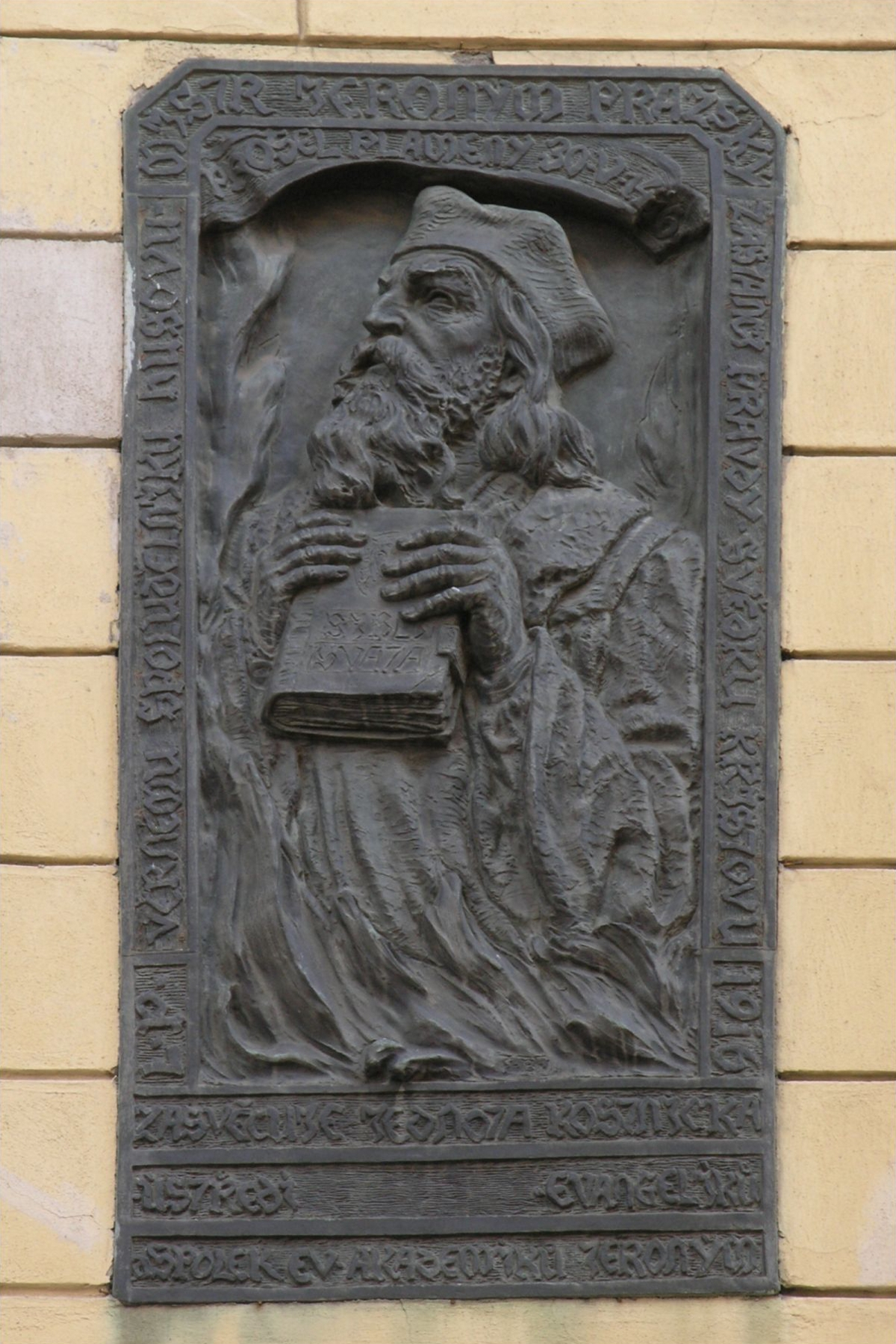
Меморіальна дошка Ієроніму в Празі

Ієронім Празький походив із заможної празької родини. Закінчив Празький університет. Талановитий учень Яна Гуса, він став університетським професором у Празі, навчався також в Оксфорді (1399—1401), звідки привіз до Чехії переписані їм твори Джона Вікліфа і став ревним прихильником і розповсюджувачем його поглядів. Вважають, що саме Ієронім, приїхавши з Англії, познайомив свого друга Яна Гуса з вченням Вікліфа. Був надзвичайно освіченим ученим і видатним оратором, викладав у багатьох університетах Європи (Парижі, Гейдельберзі, Кельні-на-Рейні, Відні). Ієронім Празький відносився до радикального крила його послідовників. Він закликав вже не до реформаційних перетворень католицького світу, а до розправи над католицьким духовенством. Ієронім Празький відкидав ікони, святі мощі, католицькі обряди й т. д. Намагався знайти союзників чехам проти католицької церкви серед православних народів. Для цього вирушив 1413 року до литовського князя Вітовта і відвідав Вітебськ і Псков, де спілкувався з православними священниками.
1409 року Ієронім Празький сформулював чинники «найсвятішої спільноти чеської — кров, мова і віра», що об'єднувала всіх людей — від короля та архієпископа до міщанства та селян.

## Констанцький собор
Коли Гус вирушив до Констанца, Ієронім залишався у Празі. Арешт, суд і нависла над його вчителем загроза смертної кари спонукали Ієроніма покинути Прагу і таємно з'явитися до Констанца в надії вирвати Гуса з рук соборних батьків, або надати йому будь-яку допомогу.
Двотижневе перебування в Констанці переконало його в марності таких сподівань. Ієронім вирішив повернутися до Чехії, але по дорозі до Праги його схопили й в ланцюгах доставили до Констанцького собору, де йому пред'явили ті ж звинувачення, що й Гусу. Ієронім відмовився покаятися, і його заточили у вежу на кладовищі св. Павла, де тримали скутим по руках і ногах в зігнутому положенні, на хлібі та воді.
Розправившись з Гусом, інквізитори взялися за відповідну обробку Ієроніма. Попрацювали вони ґрунтовно і небезуспішно. Їх погрози й залякування, страта його соратника і друга, жахливі умови ув'язнення — все це, мабуть, надломило волю Ієроніма, і він 11 вересня 1415 року заявив соборним батькам, що готовий засудити вчення Вікліфа та Гуса, а також свої власні єретичні помилки, відректися від них і підкоритися волі собору. 23 вересня Ієронім перед собором підтвердив своє зречення. Соборні отці присудили його до заслання в один з монастирів у Швабії, зажадавши, щоб Ієронім написав своїм однодумцям у Чехію листа із засудженням вчення Гуса і свої власні єретичні помилки. Ієронім знову підкорився і потрібний від нього лист написав.
І тим не менше соборні батьки продовжували тримати Ієроніма в ув'язненні. Це дало привід його друзям, присутнім на соборі, вимагати його звільнення, а ворогам, яких було більшість, наполягати на строгішому засудження послідовника Гуса. Останні домоглися призначення нової слідчої комісії, що було рівнозначно скасування вже прийнятого у справі Ієроніма соборного рішення.
Коли інквізиційний комісар почав новий допит обвинуваченого, вони були вражені: перед ними постав колишній Ієронім — нещадний викривач виразок і вад церковної ієрархії, антипапіст, друг і послідовник Вікліфа та Гуса. Момент слабкості пройшов, і обвинувачуваний знову «впав в єресь».
23 травня 1416 року Ієроніму на соборі було зачитано новий обвинувальний акт, на який він під улюлюкання, злобні вигуки та лайки соборних батьків відповів, що бере назад своє зречення, вирване у нього під загрозою багаття.
Виступ Ієроніма був настільки вражаючим, що навіть його вороги пройнялися до нього повагою. Секретар папської курії Поджо Браччоліні (1380—1459), учасник собору, писав своєму другові Леонардо Аретинському:
|  | «Ніколи я не бачив такої красномовної людини, настільки близько стоячої до ораторів давнини, як цей Ієронім. Вороги його виставили проти нього цілий ряд звинувачень, щоб викрити його в єресі, а він захищався так красиво, скромно і розумно, що я не можу тобі висловити… Ієронім торкнув всі серця; якби він хоч чим-небудь спробував виправдатися, хоч раз попросив про милості, то, звичайно, його випустили б на свободу. Але він говорив про Гуса і називав його благочестивим і святим чоловіком, який був засуджений і страчений невинно, оскільки він боровся тільки з вадами церкви, з гордістю і зарозумілістю прелатів, з їх розкішшю, з їх блудом, ненажерливістю, пияцтвом, грою і полюванням. Ієронім просидів в тісній і сирій вежі 340 днів — і після цього він зміг вимовити настільки блискучу і переконливу промову, повну прикладів з життя знаменитих мужів і положень з праць отців церкви. Ім'я його гідно безсмертної слави…» |

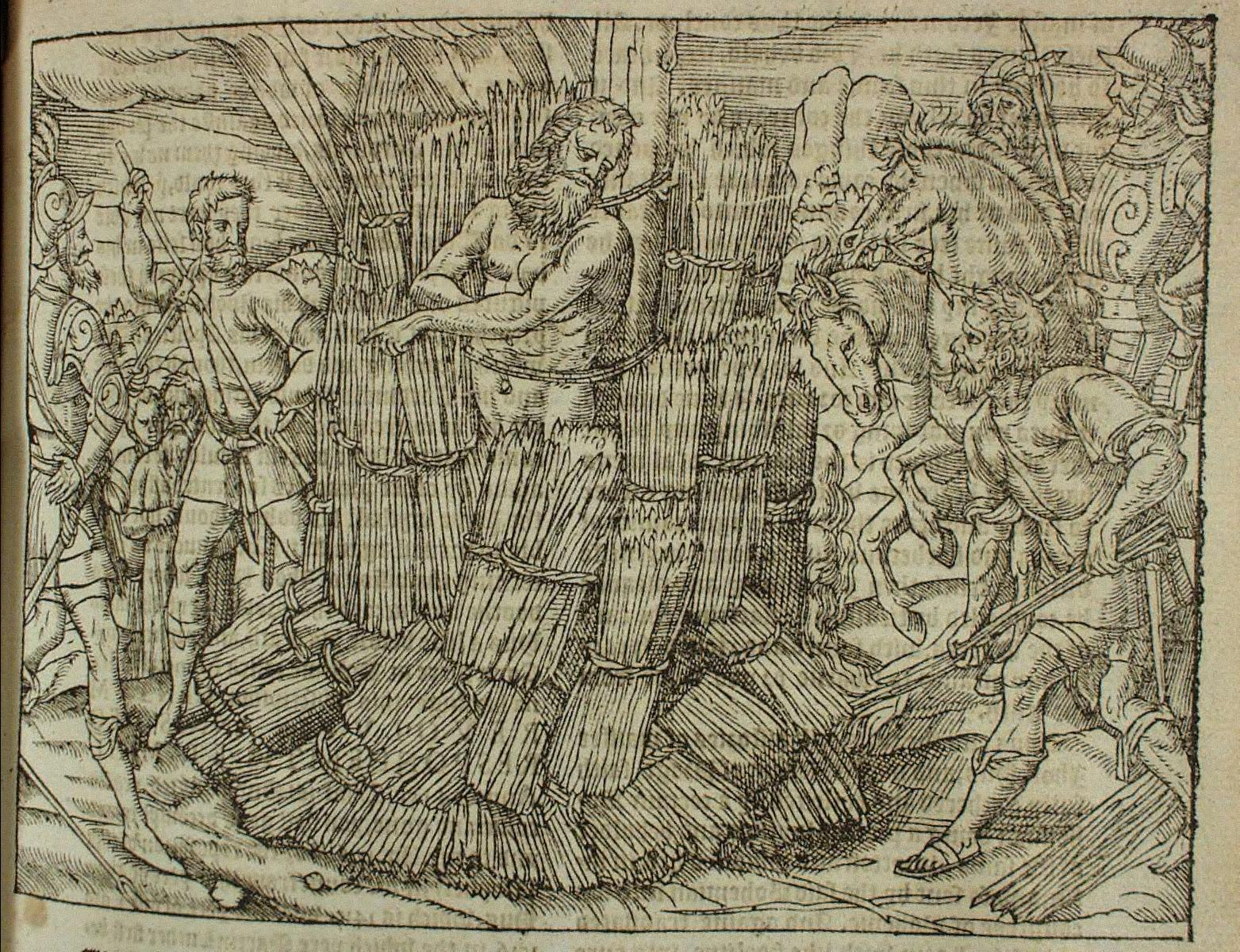
Спалення Ієроніма Празького

30 травня рано вранці собор після обідні заслухав обвинувальну промову єпископа Лоді проти Ієроніма. Єпископ зажадав від Ієроніма, щоб той підтвердив своє колишнє зречення. Ієронім відмовився. Тоді головний комісар, константинопольський патріарх Іоанн, зачитав вирок інквізиції, згідно з яким Ієронім оголошувався єретиком-рецидивістом, відлучався від церкви й піддавався до анафеми.
Собор одностайно підтвердив вирок. Ієронім сам надів на свою голову блазенську тіару, оздоблену чортами. Залишалося тільки передати «відторгнутого» від церкви єретика в руки світської влади, щоб вона, поставився до нього з «почуттям християнського милосердя», тобто без членоушкодження і кровопролиття, відправила б його на той світ …
Приготування до страти були закінчені ще напередодні. Інквізитори знали, що цього разу Ієронім не злякається багаття. Відразу ж після зачитування вироку Ієроніма відвели з собору на те саме місце, де був спалений 10 місяців тому Гус і де належало тепер прийняти мученицький вінець його учневі та послідовнику.
Було 10 годин ранку 30 травня 1416 року, коли кат роздягнув Ієроніма Празького догола, обернув навколо його стегон шматок білої матерії й прив'язав засудженого до стовпа, обкладеного сухим хмизом і соломою. Згідно з легендою, коли жалісливий кат запропонував своїй жертві запалити вогонь за його спиною, то Ієронім відмовився від такої «послуги»: «Піди сюди, запали перед обличчям моїм, якби я боявся твого вогню, то ніколи б не з'явився сюди!»
Ієронім тримався мужньо і стійко до останнього подиху. Інквізитори спалили всі його особисті речі та тюремну постіль, а попіл кинули у води Рейну.
Страти Яна Гуса та Ієроніма Празького глибоко схвилювали чехів. Навіть феодали послали протест Констанцькому собору проти «спалення справедливого священника». Празькі міщани громили будинки противників Гуса. Гусити захопили ряд церков і шкіл, що належали німецькому католицтву. Ці події дали початок чеському повстанню, яке переросло у довготривалу збройну боротьбу, яка отримала назву Гуситські війни.